# Poliaddíció
A poliaddíció a polimerizáció egyik fajtája. Poliaddíció során a monomerek összekapcsolódásakor nem képződik melléktermékként víz.
Vegyi összetétele a reakcióban résztvevő bármely monomerétől különböző.
Amikor képződik melléktermékként víz, azt polikondenzációnak nevezzük.
Poliaddícióval képződik például a polietilén, polivinil-klorid (PVC), polipropilén.